# Solariella obscura
Solariella obscura är en snäckart som först beskrevs av Couthouy 1838.  Solariella obscura ingår i släktet Solariella och familjen pärlemorsnäckor. Inga underarter finns listade i Catalogue of Life.